# Körperteil als Objekt
Bei der Mimik Körperteil als Objekt (englisch body part as object – BPO) ersetzt eine Person einen Teil ihres Körpers – normalerweise Arme, Finger oder Hände – durch einen Teil eines Objekts, das sie mimt. Es werden gegenständliche Gesten verwendet, d. h. sie wird eingesetzt, um anderen eine Botschaft ohne den Einsatz von Sprache zu übermitteln. Ein häufig verwendetes Beispiel für BPO-Mimik ist eine Person, die mit ihrem Finger eine Zahnbürste darstellt, während sie das Zähneputzen vorspielt.
Beim Studium von Gesten in einem psychologischen, psycholinguistischen und/oder neuropsychologischen Kontext können Pantomimen anhand der Art und Weise unterschieden werden, wie sie ausgeführt werden. BPO-Pantomimen beispielsweise unterscheiden sich dadurch, dass ein Körperteil eingefügt wird, um das Objekt selbst darzustellen. Imaginäre Objekt-Pantomimen (IO-Pantomimen, IO englisch auch Imaginary object) hingegen treten auf, wenn eine Person die Verwendung eines Objekts nachahmt, als wäre das Objekt tatsächlich vorhanden. Um ein ähnliches Beispiel wie oben zu verwenden: Eine IO-Pantomime tritt auf, wenn eine Person vorgibt, sich die Zähne zu putzen, indem sie Hand und Finger so positioniert, als ob sie die Zahnbürste tatsächlich in der Hand hätte: Sie tut so, als wäre das Objekt tatsächlich vorhanden.
BPO und BPO-Messungen im Besonderen sind insofern bemerkenswert, als sie sich bei der Erforschung kognitiver Fähigkeiten (z. B. Sprachentwicklung, Entwicklungspsychologie) sowie bei der Erkennung und – in begrenztem Maße – Behandlung kognitiver Beeinträchtigungen (z. B. Aphasie, Apraxie, Schizophrenie usw.) als nützlich erwiesen haben.
Autoren von Literatur in Gebärdensprache verwenden ihren Körper als Text bzw. Bühne ihrer Werke, die von ihrem Publikum visuell gelesen und verstanden werden.

## BPO-Konzept

### Pantomimen: BPO und IO
BPO-Pantomimen kommen im Allgemeinen häufiger bei kleinen Kindern (3–5 Jahre) und bei Kindern mit Hirnschäden vor. Es gibt viele Theorien, warum BPO bei diesen Bevölkerungsgruppen häufig vorkommt. Dazu gehören Störungen in den konzeptuellen oder zeitlich-räumlichen Phasen im Prozess erlernter Gesten, eine Beeinträchtigung der Vermittlung der Handhaltung bei Nutzung von Gegenständen und eine mangelhafte Darstellung externer Objekte. IO-Pantomimen gelten als viel komplexer als BPO-Pantomimen, da sie über eine starke mentale Darstellung des zu benutzenden und zu verstehenden Objekts verfügen müssen. Ein Einzelner kann aus der Umgebung keine unterstützenden Informationen gewinnen und muss die Eigenschaften des Objekts kennen und verstehen, um es so handhaben zu können, als würde es verwendet, auch wenn es physisch nicht vorhanden ist.

### Beispiele für Modelle zur Erklärung von Gesten
Es gibt viele Modelle, die zu erklären versuchen, wie Gesten mit semantischen Konzepten wie Bildsprache und Sprache zusammenhängen. Das Sketch Model setzt semantische Konzepte und Gesten in Beziehung zueinander. Es geht davon aus, dass Gesten und Sprache den gemeinsamen Zweck der Kommunikation haben und daher auf derselben konzeptuellen Ebene dargestellt werden. Die Funktion von Gesten besteht somit darin, den Zugang zu mentalen Bildsprachen zu verbessern. Motorische Bewegungen beim Gestikulieren wurden auch mit phonologischen Kodierung in Verbindung gebracht; daher können gestische Bewegungen den Zugang zu Wortformen erleichtern und dem Sprecher helfen, anderen seine Absicht mitzuteilen. Bezeichnenderweise lässt sich dieses Modell nur dann verallgemeinern, wenn Gesten und die daraus resultierende Sprache in einer sinnvollen Beziehung zueinander stehen. Insgesamt legt diese Theorie nahe, dass schwierige Sprache, wie die Beschreibung motorischer und räumlicher Informationen, die Menge der von einem Sprecher produzierten repräsentationalen Gesten erhöht. Studien haben dieses Modell dadurch unterstützt, dass ungeplantes Sprechen mehr Gesten erzeugt, die Beschreibung schwieriger Figuren mehr Gesten erzeugt als einfachere Figuren und eine größere Menge an Gesten erzeugt wird, wenn die Teilnehmer die Freiheit haben, zu sagen, was sie möchten, anstatt einem Skript zu folgen.
Darüber hinaus gibt es viele Studien, die gezeigt haben, dass eine erhöhte Gestenproduktion von der Verfügbarkeit und Stärke einer bildlichen Repräsentation abhängt. In jüngster Zeit hat die Theorie der Gesture as Simulated Action (GSA) an Bedeutung gewonnen; sie konzentriert sich auf die Rolle mentaler Bilder bei der Erhöhung der Gestenfrequenz einer Person. GSA geht davon aus, dass das Vorstellen eines Objekts oder Ereignisses dieselben Gehirnbereiche – den motorischen und visuellen Kortex – stimuliert, die an der Verwendung oder Betrachtung von Objekten und Ereignissen beteiligt sind, und so die Produktion einer repräsentationalen Geste erleichtert. Wenn man sich Objekte mithilfe mentaler oder visueller Bilder vorstellt, sollten also mehr Gesten produziert werden. Wird andererseits an ein Objekt nur durch seine verbale Repräsentation gedacht, sollten weniger Gesten vorhanden sein.

### Gegenstandnutzung und Gesten
Gegenstandnutzung ist die Manipulation oder Verwendung eines Objekts mit den Händen. Es ist eine der vielen Fähigkeiten, die Menschen von Tieren unterscheiden. Es gibt zwei Faktoren, die den Werkzeuggebrauch beim Menschen erklären. Erstens ist ein Teil des Werkzeuggebrauchswissens physisch, d. h. es beinhaltet die tatsächliche Manipulation eines Objekts. Die andere Art von Wissen ist konzeptionell: Es wird das physische (oder aktive) Wissen über den Werkzeuggebrauch verwendet, um die mentale Repräsentation des Werkzeugs zu ergänzen. Aktionsschemata erklären, wie wir motorische Fähigkeiten und die Ausführung vieler komplexer motorischer Aktivitäten entwickeln. Im Wesentlichen gilt: Je häufiger ein Objekt manipuliert und verwendet wird, desto mehr Schemata werden im Gehirn entwickelt. Daher vermittelt uns eine vermehrte Objektverwendung ein besseres Verständnis des Objekts, was uns wiederum das Verständnis des Objekts unabhängig von seinem Kontext erleichtert. Die Stärke eines Aktionsschemas ist bei der Untersuchung von Apraxie und BPO-Pantomimen von Bedeutung, da es eine Störung im Kontext eines Objekts zu geben scheint: Eine Person versteht möglicherweise die Funktion eines Objekts, hat jedoch Schwierigkeiten, das Objekt außerhalb seines Kontexts oder wenn es nicht physisch vorhanden ist, zu verwenden.
Es gibt viele Studien, die aktivierte Hirnbereiche mit dem Gegenstandsgebrauch in Verbindung bringen, sowohl bei der Manipulation von Gegenständen als auch bei Pantomimen. Metaanalysen haben ergeben, dass der Werkzeuggebrauch weitgehend lateralisiert in der linken Gehirnhälfte stattfindet und unabhängig von der Händigkeit ist. Die Hirnregion mit der stärksten Aktivität war insbesondere der linke Lobulus parietalis superior. Weitere Bereiche mit signifikanter Aktivität befanden sich bilateral im ventralen und dorsolateralen prämotorischen Kortex, Bereiche am unteren Scheitellappen und Gewebe rund um den mittleren Temporallappen. Darüber hinaus zeigte sich, dass die Aktivierung sogar bei der Vorstellung des Gegenstands weitgehend lateralisiert in der linken Hemisphäre stattfand und der Hirnaktivierung beim tatsächlichen Werkzeuggebrauch und bei Pantomimen sehr ähnlich war. Der einzige signifikante Unterschied war eine zusätzliche Aktivierung im linken okzipitoparietalen Bereich.
Das Betrachten von Werkzeugen verstärkt die motorische Aktivität im Zusammenhang mit der spezifischen Werkzeugverwendung. Dieses Phänomen unterscheidet sich von anderen Objektklassen und weist darauf hin, dass Werkzeuge nicht nur aufgrund dessen betrachtet werden, was sie sind, sondern auch aufgrund dessen, was sie tatsächlich tun. Beim bloßen Betrachten von Werkzeugen ist die Aktivierung der linken lateralisierten Bereiche sehr ähnlich zu den oben erwähnten Bereichen für Verwendung/Pantomime. Diese Bereiche umfassen den ventralen prämotorischen Kortex, den linken Gyrus frontalis inferior und einige parietale Bereiche. Der Hauptunterschied besteht darin, dass die Verwendung von Werkzeugen eine stärkere Aktivierung in ventralen Gehirnregionen und eine geringere Aktivierung in primären motorischen Bereichen hervorruft. Darüber hinaus gab es sehr ähnliche Aktivierungsbereiche beim Benennen von Werkzeugen und beim Betrachten von Werkzeugen. Es gab andere Aktivierungsbereiche in der linken Hemisphäre, was möglicherweise die Lateralisierung der Sprache widerspiegelt.
Die unterschiedliche Hirnaktivierung wurde bei der Verwendung von IO- und BPO-Pantomimen verglichen. Die IO-Pantomimenaktivität war größtenteils in der linken Hemisphäre lateralisiert, und zwar in den bilateralen ergänzenden motorischen Bereichen, dem Gyrus cinguli, den linken prämotorischen Bereichen, dem linken oberen Scheitellappen und dem linken mittleren und unteren Frontallappen. Die BPO-Pantomimen aktivierten bilateral Bereiche in den ergänzenden motorischen Bereichen, dem Gyrus cinguli, den prämotorischen Bereichen, dem SMG und dem linken unteren und mittleren Frontallappen sowie dem linken medialen Temporallappen. Der wichtigste beobachtete Unterschied bestand darin, dass die IO-Pantomimenaktivierung linkshemisphärisch lateralisiert und die BPO-Pantomimenaktivierung bilateral war. Diese Ergebnisse bedeuten, dass BPO-Pantomimen tatsächlich eine stärkere Aktivierung zeigen als IO-Pantomimen (trotz der vorherrschenden Auffassung, dass sie einfacher sind) und dass BPO sowohl die rechte als auch die linke Hemisphäre umfasst. Diese Ergebnisse könnten als Erklärung dafür dienen, warum apraktische Hirnschäden – die normalerweise in der linken Hemisphäre auftreten – zur Produktion von BPO führen. Dies könnte ein Hinweis darauf sein, dass Apraxiepatienten ihre rechte Hemisphäre anstelle ihrer Schäden in der linken Hemisphäre nutzen und daher mehr BPO-Pantomimen produzieren.

## BPO-Geschichte
Konzepte, die zur Erforschung und Entdeckung von Körperteilen als Objektpantomimen führten, entstanden erstmals im späten 19. Jahrhundert. Probleme bei der Fähigkeit, Symbole zu verstehen oder mit ihnen zu kommunizieren, Asymbolie, wurden erstmals von Finkelnburg festgestellt. Diese Idee einer Darstellungsstörung anstelle einer Bewegungsstörung ist in der aktuellen Diskussion über Aphasie und BPO-Pantomimen noch immer präsent. 1905 führte Liepmann eine Studie mit Patienten mit Hirnverletzungen durch. Er schrieb über ideokinetische Apraxie, die Dissoziation zwischen der Idee der Bewegung eines realen oder imaginären Objekts und ihrer Umsetzung. Probleme mit Gesten und Pantomimen wurden als eine Kategorie der Apraxie betrachtet. Er kam zu dem Schluss, dass die Kontrolle anstrengender Bewegungen in der linken Hemisphäre liege und dass Aphasie auf Hirnläsionen hinweisen könne. Seitdem wurden verschiedene andere Theorien zu den gestischen Defiziten von Aphasikern aufgestellt, darunter intellektueller Abbau und die Unfähigkeit, vorgetäuschte Handlungen auszuführen. Denny-Brown verfolgt einen ganzheitlicheren Ansatz und schlug vor, dass die ideelle Apraxie das Ergebnis einer diffusen Hirnschädigung sei.
Ein Körperteil als Objekt ist ein relativ neues Konzept in der wissenschaftlichen Literatur. Frühere Studien haben gezeigt, dass BPO-Pantomimen es Aphasikern ermöglichen könnten, Beeinträchtigungen der kognitiven Funktion zu vermeiden. Da sie eine Bewegung nicht außerhalb des üblichen Kontexts reproduzieren müssen, können sie die Handlung auf ein Objekt lebendiger erleben. Die sogenannte BPO-Pantomime bei Kindern wurde erstmals 1963 in einem Artikel von Harold Goodglass und George Kaplan besprochen und die Ergebnisse wurden von Overton & Jackson reproduziert.  Ihre Ergebnisse legen nahe, dass jüngere Kinder BPO-Pantomimen eher dazu verwenden, um eine greifbare Darstellung des Objekts zu schaffen, das sie pantomimisch darstellen. Boyatzis & Watson vermuten, dass die abnehmende Verwendung von BPO-Pantomimen mit zunehmendem Alter eine Folge der Entwicklung symbolischer Reife ist, da ältere Kinder eine weniger konkrete Darstellungsform verwenden können.

### Kontroverse über die Verwendung von BPO als Maß
Unter Körperteil-als-Objekt-Fehlern versteht man die Verwendung von BPO-Pantomimen anstelle der bei normalen Erwachsenen vorherrschenden IO-Pantomimen. Es ist diskutiert worden, ob das Vorhandensein von BPO-Fehlern als Maß für Aphasie oder Hirnschäden verwendet werden kann. In den von Mercaitis und Ohnemus durchgeführten Studien verwendeten normale erwachsene Probanden gelegentlich BPO-Pantomimen. Dies legt nahe, dass diese Fehler nicht auf Kinder und Menschen mit Hirnschäden beschränkt sind. Außerdem werden mehr BPO-Fehler von älteren Erwachsenen um die 70 Jahre und von Erwachsenen mit geringerem Bildungsniveau gemacht. Auch die Geste selbst spielt bei der Bezeichnungsleistung eine Rolle, die von der Komplexität und Konventionalität der Bewegung und der Vertrautheit mit dem Gegenstand beeinflusst wird. Die Begabung von Kindern ähnlichen Alters im Umgang mit IO-Pantomimen variiert stark. Einige sind sehr gut darin, während ein Teil weiterhin häufig BPO-Pantomimen verwendet. Es scheint keine Altersspanne zu geben, in der Kinder ausschließlich BPO-Pantomimen anwenden und verstehen. Diese Fremdvariablen sollten daher bei der Verwendung von BPO-Fehlern als Maß berücksichtigt werden. Einige Studien berücksichtigen diese Faktoren nicht, was widersprüchliche Ergebnisse erklären kann. Ein Problem bei der Prüfung auf Apraxie und BPO-Fehler ist die Verwendung qualitativer Beurteilungen anstelle quantifizierbarer Daten. Es wurden viele Beurteilungen zur Apraxie veröffentlicht, jedoch werden nur wenige als klinisch angemessen erachtet. Zahlreiche Bewertungen konzentrieren sich auf ein einzelnes Defizit, dauern lange und umfassen keine psychometrischen Merkmale. Zukünftige Studien werden erforderlich sein, um die Beziehung zwischen BPO-Fehlern, Hirnschäden oder Aphasie und dem Mess- und/oder Diagnosepotenzial weiter zu untersuchen.

## BPO-Auswirkungen und -Anwendungen
Studien zur Gestik, die BPO-Messungen einbeziehen, berücksichtigen Aspekte der Kognition, Sprache, Sprachbeeinträchtigung und motorischen Apraxie. Kognitive und linguistische Studien betonen tendenziell die symbolische Darstellung, den Ausdruck und das Verständnis im Kontext der menschlichen Entwicklung. Studien zu Sprachbeeinträchtigungen verwenden BPO-Messungen, um gestische Defizite zu untersuchen, die mit bestimmten Sprachfähigkeiten korrelieren, und um dabei zu helfen, verschiedene Kategorien und Schweregrade von Aphasie zu unterscheiden. Studien zur motorischen Apraxie verwenden BPO-Messungen, um gestische Beeinträchtigungen bei apraktischen Patienten besser zu verstehen, und betrachten Aphasie oft als ein apraktische Phänomen.

### Entwicklungspsychologie
Es ist gut belegt, dass Kinder im Vorschulalter bei der Pantomime von Objekten BPO-Pantomimen anstelle von IO-Pantomimen verwenden. Konzeptionell ist dies vergleichbar mit Kindern, die Replikate (d. h. konkret ähnliche Objekte) in Rollenspielen verwenden, bevor sie dazu übergehen, Ersatzobjekte (d. h. abstrakt repräsentative Objekte) zu verwenden.
Es gibt eine Reihe entwicklungstheoretischer Erklärungen für diese BPO-Neigung zur Pantomime bei kleinen Kindern.
Man nimmt an, dass diese Vorliebe für BPO-Pantomimen auf eine unterentwickelte metarepräsentative kognitive Fähigkeit hinweist, die sich im zweiten Lebensjahr zeigt und ab dem dritten Lebensjahr zu einer dominanten Verwendung von IO-Pantomimen gegenüber BPO-Pantomimen führt. Metarepräsentation bezeichnet die Fähigkeit, sich repräsentationale Beziehungen selbst vorzustellen, und wird durch die Entwicklung der Kompetenz erleichtert, zwischen dem, was etwas repräsentiert und wie es repräsentiert wird, zu unterscheiden. Die Entwicklung eines Mentalzustandslexikons (d. h. Sprache zur Beschreibung innerer mentaler Zustände, insbesondere Emotionen) und einige, aber nicht alle Komponenten von Rollenspielen hängen von dieser Fähigkeit zur metarepräsentativen Kognition ab.
Die Entwicklung der Theory of Mind spiegelt diese Fähigkeit zur Metarepräsentation wider. Theory of Mind bezieht sich auf ein Verständnis der Welt auf der Grundlage des gesunden Menschenverstands, das das Verständnis einschließt, dass Menschen – einschließlich man selbst – unterschiedliche und sich verändernde mentale Zustände wie Gedanken, Überzeugungen und Wünsche besitzen. Diese mentalen Zustände sind der bestimmende Aspekt des Verhaltens. Untersuchungen haben gezeigt, dass der Einsatz von IO-Pantomimen mit der Entwicklung der Theory of Mind zusammenhängt und dass daher das Fehlen von IO-Pantomimen bei jüngeren Kindern nicht das Ergebnis der Wahl oder Präferenz des Kindes ist.
Die Forschung hat auch dafür gestimmt, dass Kinder letztlich IO- anstelle von BPO-Pantomimen verwenden, da dies Teil des Dekontextualisierungsprozesses ist. Dekontextualisierung ist der Prozess, durch den die beim Vortäuschen verwendeten Verhaltensweisen und Objekte zunehmend von ihrem realen Kontext und ihrer Verwendung losgelöst werden. Daten haben gezeigt, dass Kinder zwischen 3 und 5 Jahren weniger BPO-Pantomimen produzierten, wenn sie aufgefordert wurden, lediglich einen imaginären Gegenstand zu halten, anstatt einen imaginären Gebrauch des Gegenstands zu demonstrieren. Dies wurde als Unterstützung für die Verwendung von IO gegenüber BPO-Pantomimen als Indikator für die Entwicklung der Fähigkeit zur symbolischen Repräsentation und zur reflexiven Koordination symbolischer Repräsentationen angeführt. Im Übrigen führt die reflexive Koordination symbolischer Repräsentationen auch zur Entwicklung der Theory of Mind und zum Symbolgebrauch. Allerdings kann der Einsatz von BPO- vs. IO-Pantomime bei der Objektdarstellung auch durch nicht-entwicklungsbedingte Faktoren beeinflusst werden, wie z. B. Vertrautheit mit dem Objekt, Komplexität der Bewegung, Grad der Konventionalität der Bewegung und Eigenschaften des Objekts (z. B. ob das Objekt während seiner normalen Verwendung seine Form ändert).
Im Alter werden BPO-Pantomimen wieder häufiger; man geht davon aus, dass dies auf die mit dem Alter abnehmende metarepräsentative kognitive Kapazität zurückzuführen ist, insbesondere durch Schwierigkeiten bei der Hemmung der automatischen Aktivierung von Werkzeugsymbolen anstelle der zum Halten des Objekts erforderlichen geeigneten Handhaltungen. Darüber hinaus wurde gezeigt, dass auch das Bildungsniveau ein Faktor bei der Verwendung von BPO-Pantomimen bei normalen Erwachsenen sein kann, sodass BPO-Pantomimen umso seltener verwendet werden, je höher das Bildungsniveau des Erwachsenen ist.

### Aphasie
Primär progressive Aphasie (PPA) ist ein Syndrom, das durch ein fortschreitendes Sprachdefizit ohne andere Demenzmerkmale über mindestens zwei Jahre gekennzeichnet ist. Aphasische Patienten weisen Beeinträchtigungen des gestischen Ausdrucks und des Verständnisses auf, wobei der Grad der Beeinträchtigung dem Schweregrad der Aphasie entspricht. Die Verwendung von BPO über IO-Pantomimen wurde bei der Beurteilung von Aphasie häufig verwendet, jedoch mit unterschiedlichen Interpretationen.
Viele Forscher vertreten die Ansicht, dass der regressive Gebrauch von BPO-Pantomimen das Vorhandensein eines zentralen symbolischen Defizits bei Aphasikern widerspiegelt. Es wird vermutet, dass dies darauf zurückzuführen ist, dass BPO-Pantomimen eine konkretere Darstellung eines Objekts bieten und ein lebendigeres Erleben der affektiven Komponente der vorgetäuschten Handlung ermöglichen. Andere interpretieren BPO-Pantomimen bei Aphasikern jedoch aufgrund der hohen Komorbidität zwischen Aphasie und Apraxie als Hinweis auf eine apraktische motorische Störung.

#### Gestische Behandlung bei Aphasie
Die Schlüsselrolle der Gestik in der zwischenmenschlichen Kommunikation hat wichtige Auswirkungen auf Menschen mit Aphasie. Sprachbeeinträchtigungen können durch die kommunikative Funktion und die unterstützende Rolle der Gesten kompensiert werden.
Die Behandlung mit Intention Gesture Treatment (IGT) und Pantomime Gesture Treatment (PGT) zeigte bei Aphasikern positive Behandlungseffekte, wobei sich PGT bei Personen mit schwerer Aphasie als wirksamer erwies.
Andere Formen des Gestentrainings wie künstliche Sprachtechniken, Amerindisch und American Sign Language haben sich ebenfalls als wirksam erwiesen, um Sprachbeeinträchtigungen bei Aphasikern zu verringern; sogar bei solchen ohne grammatische oder syntaktische Fähigkeiten. Ein solches Training stimuliert auch die Denkprozesse und verbessert das Selbstkonzept dieser Patienten.

### Apraxie
Apraxie ist eine neurologische Erkrankung, bei der eine Person die Fähigkeit verliert, Bewegungen auszuführen, zu denen sie ansonsten körperlich in der Lage ist.
Die Verwendung von BPO-Pantomimen anstelle der bei nicht-apraktischen Patienten vorherrschenden IO-Pantomimen (d. h. BPO-Fehler) ist eines der diagnostischen Fehlermuster bei Apraxie. Allerdings scheinen BPO-Fehler in ihrer Wirksamkeit bei der Diagnose von Apraxie inkonsistent zu sein: Viele Studien haben gezeigt, dass BPO-Fehler deutlich mit der Apraxie-Symptomatik verbunden sind; während viele Studien gezeigt haben, dass dies nicht der Fall ist. Es wurde jedoch behauptet, dass diese scheinbar widersprüchlichen Ergebnisse auf eine fehlende Kontrolle von Störfaktoren zurückzuführen sein könnten. So werden BPO-Fehler bei normalen Probanden beispielsweise unterschiedlich von Alter und Bildungsniveau beeinflusst; ältere, gesunde Menschen (getestete Gruppe durchschnittlich 69 Jahre alt) und gesunde Erwachsene mit geringerem Bildungsniveau (getestete Gruppe mit durchschnittlich 7,2 Jahren formaler Bildung) machen signifikant mehr BPO-Fehler als die durchschnittliche erwachsene Bevölkerung.

### Schizophrenie
Es wurde festgestellt, dass BPO-Fehler (d. h. die Verwendung von BPO-Pantomimen anstelle der bei typischen Erwachsenen vorherrschenden IO-Pantomimen) bei Patienten mit Schizophrenie auftreten. Angesichts der Tatsache, dass BPO-Fehler mit Apraxie in Zusammenhang stehen und dass frühere Forschungen darauf hindeuteten, dass Patienten mit Schizophrenie apraxieähnliche Symptome aufweisen, ist dies möglicherweise kein überraschender Befund. Dieser Zusammenhang zwischen BPO und Schizophrenie wurde bisher nicht umfassend untersucht, und um ihn besser zu verstehen, sind weitere Untersuchungen erforderlich.

### Gebärdensprache
Bei der Personifizierung in der Gebärdensprache wird ein Körperteil des Erzählers verwendet, um ein Objekt in der Geschichte darzustellen. Dadurch wird das Objekt in der Geschichte „lebendig“. Ein sehr häufiges Beispiel für die Personifizierung in Gebärdensprachengeschichten ist die Verwendung des Kopfes des Erzählers, um runde Objekte wie verschiedene Arten von Bällen darzustellen. Während die Geschichte gespielt wird, ist der Kopf des Erzählers der Ball, und der Erzähler kann Emotionen darstellen, die der Ball im Laufe der Geschichte empfinden kann, und so den Ball personifizieren. Dies geschieht häufig im „Animationsstil“ der kinematografischen Technik.